# Tadarida kuboriensis
Tadarida kuboriensis é uma espécie de morcego da família Molossidae. Endêmica da Nova Guiné (Indonésia e Papua-Nova Guiné).